# 平岸駅 (北海道赤平市)
平岸駅（ひらぎしえき）は、北海道赤平市平岸仲町1丁目にある北海道旅客鉄道（JR北海道）根室本線の駅である。駅番号はT25。電報略号はヒキ。事務管理コードは▲130404。

## 歴史

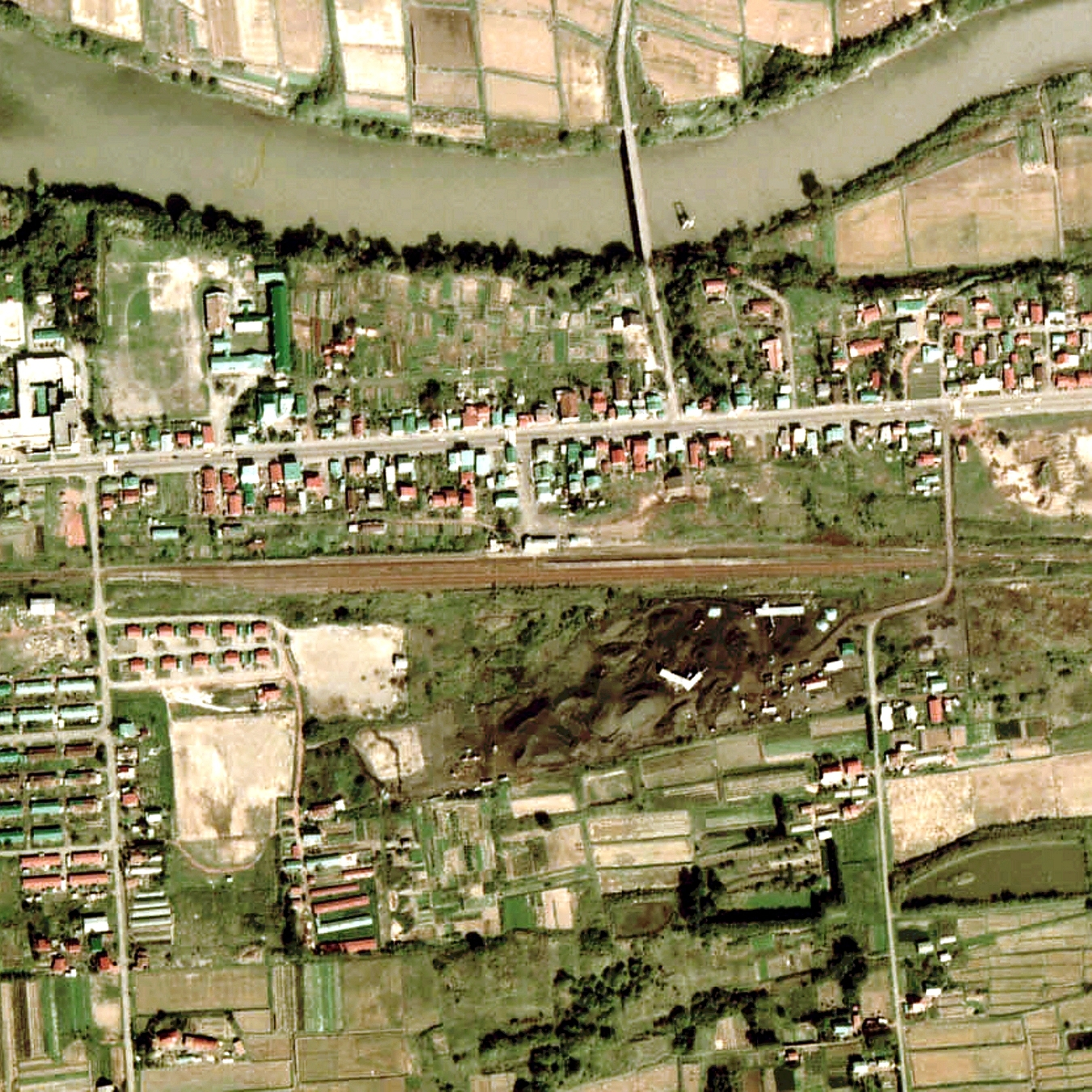
1977年の平岸駅と周囲約750m範囲。右が富良野方面。

- 1913年（大正2年）11月10日：国有鉄道の駅として開業[1]。一般駅[1]。
- 1922年（大正11年）12月1日：空知川対岸の豊田炭礦から駅裏滝川側に設けた原動所へ索道設置。積込み線敷設。
- 1930年（昭和5年）：空知川対岸の大谷炭礦（後の大谷沢炭礦）から駅裏滝川側に設けた原動所へ索道設置。積込み線敷設。
- 1943年（昭和18年）
  - 5月：「中小炭鉱整備令」により豊田炭礦及び大谷沢炭礦閉山。
  - 10月：駅裏西側に軍需工場の北海道炭素工業及び日本油化工業の工場建設始まる。豊田炭礦及び大谷沢炭礦の積込み線を工場専用線として転用。
- 1950年（昭和25年）3月：北海道炭素及び日本油化、工場解散。
- 1952年（昭和27年）1月12日：三菱鉱業系の北菱産業平岸炭礦開坑。駅裏に選炭場及び積込み設備を設置。
- 1963年（昭和38年）3月25日：北菱平岸炭礦閉山。
- 1976年（昭和51年）2月1日：貨物取扱い廃止[1]。
- 1982年（昭和57年）5月30日：荷物取扱い廃止[3]。同時に駅員無配置駅となる[4]。
- 1987年（昭和62年）4月1日：国鉄分割民営化により、北海道旅客鉄道（JR北海道）の駅となる[1]。

### 駅名の由来
アイヌ語の「ピラケㇱ（pira-kes）」（崖・の末端）に由来する。

## 駅構造
根室方面に向かって左側の駅舎に面した下り線の単式ホームと、上下線間に設置された上り線用の単式ホームの2面2線を有する地上駅。上下ホームはずれて設置され、跨線橋で結ばれている。
無人駅である。

### のりば
| 番線 | 路線      | 方向 | 行先               |
| ---- | --------- | ---- | ------------------ |
| 1    | ■根室本線 | 下り | 富良野・東鹿越方面 |
| 2    | ■根室本線 | 上り | 滝川方面           |

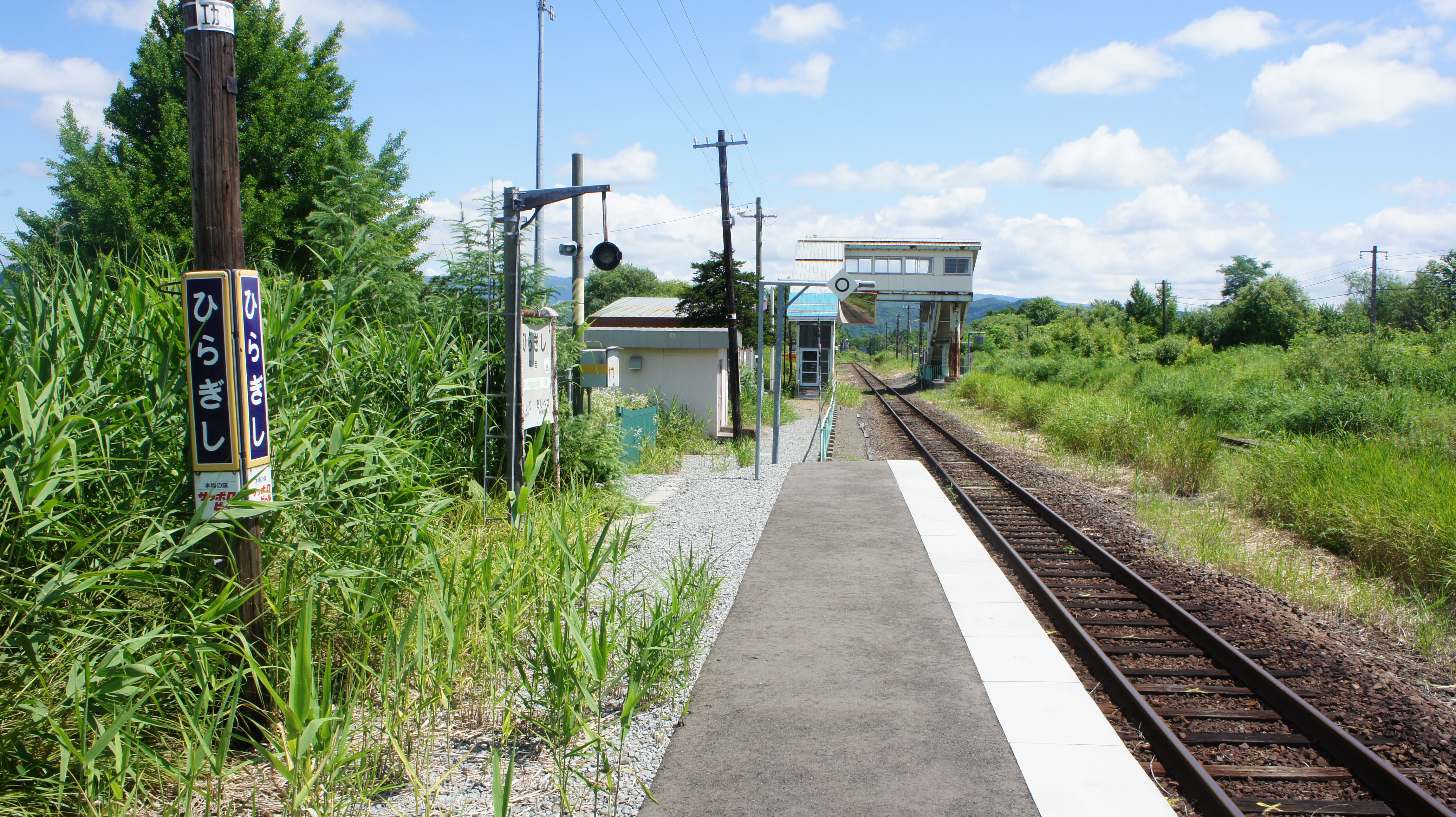
ホーム（2017年8月）
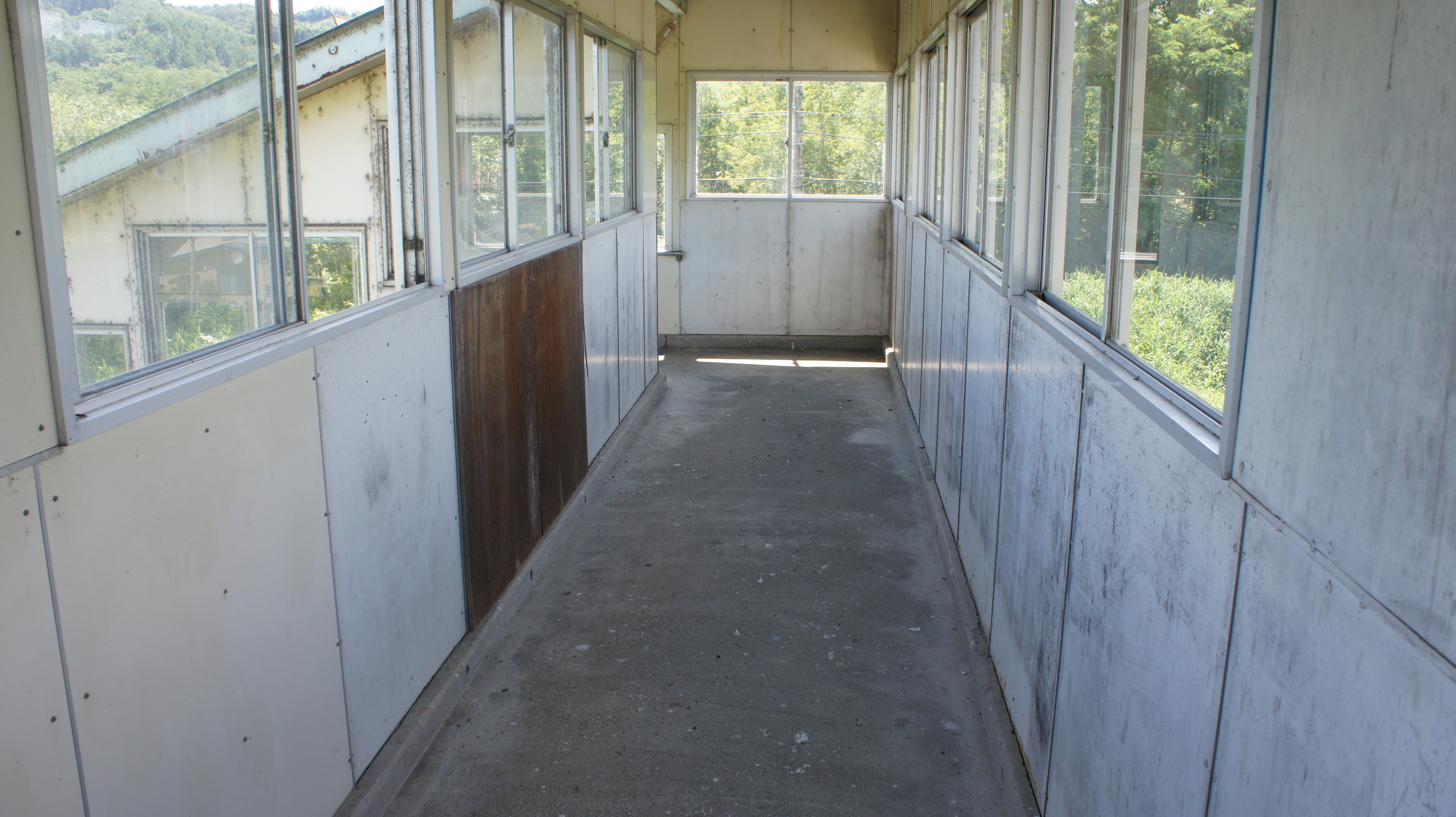
跨線橋（2017年8月）

## 利用状況
乗車人員の推移は以下のとおり。年間の値のみ判明している年については、当該年度の日数で除した値を括弧書きで1日平均欄に示す。乗降人員のみが判明している場合は、1/2した値を括弧書きで記した。
また、「JR調査」については、当該の年度を最終年とする過去5年間の各調査日における平均である。
| 年度               | 乗車人員 | 乗車人員 | 乗車人員 | 出典       | 備考                |
| 年度               | 年間     | 1日平均  | JR調査   | 出典       | 備考                |
| ------------------ | -------- | -------- | -------- | ---------- | ------------------- |
| 1992年（平成04年） |          | (8.0)    |          | [ 8 ]      | 1日平均乗降客数16人 |
| 2016年（平成28年） |          |          | 15.2     | [ JR北 1 ] |                     |
| 2017年（平成29年） |          |          | 12.4     | [ JR北 2 ] |                     |
| 2018年（平成30年） |          |          | 12.2     | [ JR北 3 ] |                     |
| 2019年（令和元年） |          |          | 11.0     | [ JR北 4 ] |                     |
| 2020年（令和02年） |          |          | 10.6     | [ JR北 5 ] |                     |
| 2021年（令和03年） |          |          | 9.8      | [ JR北 6 ] |                     |
| 2022年（令和04年） |          |          | 9.0      | [ JR北 7 ] |                     |
| 2023年（令和05年） |          |          | 7.2      | [ JR北 8 ] |                     |

## 駅周辺
- 国道38号
- 赤歌警察署平岸駐在所
- 平岸郵便局
- 空知川
- 北海道中央バス（滝川営業所、高速ふらの号）「平岸」停留所[9]
- 平岸病院[10]

## 隣の駅
北海道旅客鉄道（JR北海道）
■根室本線
茂尻駅 (T24) - 平岸駅 (T25) - *（高根信号場） - 芦別駅 (T26)
*打消線は廃止信号場

### JR北海道
1. ↑  “駅別乗車人員（2016）” (PDF). 線区データ（当社単独では維持することが困難な線区）(地域交通を持続的に維持するために).   北海道旅客鉄道株式会社. p. 2 (2017年12月8日). 2018年8月17日時点のオリジナルよりアーカイブ。2018年8月17日閲覧。
2. ↑  「根室線（滝川・富良野間）」（PDF）『線区データ（当社単独では維持することが困難な線区）(地域交通を持続的に維持するために)』、北海道旅客鉄道株式会社、3頁、2018年7月2日。オリジナルの2018年8月18日時点におけるアーカイブ。2018年8月18日閲覧。
3. ↑  “根室線（滝川・富良野間）” (PDF). 線区データ（当社単独では維持することが困難な線区）(地域交通を持続的に維持するために).   北海道旅客鉄道. p. 3 (2019年10月18日). 2019年10月18日時点のオリジナルよりアーカイブ。2019年10月18日閲覧。
4. ↑  “根室線（滝川・富良野間）” (PDF). 地域交通を持続的に維持するために > 輸送密度200人以上2,000人未満の線区（「黄色」8線区）.   北海道旅客鉄道. p. 3 (2020年10月30日). 2020年11月2日時点のオリジナルよりアーカイブ。2020年11月4日閲覧。
5. ↑  “駅別乗車人員  特定日調査（平日）に基づく”.   北海道旅客鉄道. 2022年8月3日時点のオリジナルよりアーカイブ。2022年8月14日閲覧。
6. ↑  “駅別乗車人員  特定日調査（平日）に基づく”.   北海道旅客鉄道. 2022年9月3日時点のオリジナルよりアーカイブ。2022年9月3日閲覧。
7. ↑  “駅別乗車人員  特定日調査（平日）に基づく”.   北海道旅客鉄道. 2023年11月10日時点のオリジナルよりアーカイブ。2023年11月10日閲覧。
8. ↑  “駅別乗車人員  特定日調査（平日）に基づく”.   北海道旅客鉄道 (2024年). 2024年9月9日時点のオリジナルよりアーカイブ。2024年9月9日閲覧。